# Liste des planètes mineures

Diagramme d'Euler des différents types d'objets du Système solaire.

Voici la liste des planètes mineures.
Au 17 février 2024, le Centre des planètes mineures dénombre 660 000 planètes mineures numérotées, dont 24 622 nommées, et 685 911 non numérotées, soit un total de 1 345 911 orbites connues,,.
La liste, très longue, a été scindée entre planètes mineures numérotées et non numérotées, ces deux sous-listes étant elles-mêmes subdivisées en listes plus courtes.

## Planètes mineures numérotées

### 1 à100 000
- 1 à 1000
- 1001 à 2000
- 2001 à 3000
- 3001 à 4000
- 4001 à 5000
- 5001 à 6000
- 6001 à 7000
- 7001 à 8000
- 8001 à 9000
- 9001 à 10000
- 10001 à 11000
- 11001 à 12000
- 12001 à 13000
- 13001 à 14000
- 14001 à 15000
- 15001 à 16000
- 16001 à 17000
- 17001 à 18000
- 18001 à 19000
- 19001 à 20000
- 20001 à 21000
- 21001 à 22000
- 22001 à 23000
- 23001 à 24000
- 24001 à 25000
- 25001 à 26000
- 26001 à 27000
- 27001 à 28000
- 28001 à 29000
- 29001 à 30000
- 30001 à 31000
- 31001 à 32000
- 32001 à 33000
- 33001 à 34000
- 34001 à 35000
- 35001 à 36000
- 36001 à 37000
- 37001 à 38000
- 38001 à 39000
- 39001 à 40000
- 40001 à 41000
- 41001 à 42000
- 42001 à 43000
- 43001 à 44000
- 44001 à 45000
- 45001 à 46000
- 46001 à 47000
- 47001 à 48000
- 48001 à 49000
- 49001 à 50000
- 50001 à 51000
- 51001 à 52000
- 52001 à 53000
- 53001 à 54000
- 54001 à 55000
- 55001 à 56000
- 56001 à 57000
- 57001 à 58000
- 58001 à 59000
- 59001 à 60000
- 60001 à 61000
- 61001 à 62000
- 62001 à 63000
- 63001 à 64000
- 64001 à 65000
- 65001 à 66000
- 66001 à 67000
- 67001 à 68000
- 68001 à 69000
- 69001 à 70000
- 70001 à 71000
- 71001 à 72000
- 72001 à 73000
- 73001 à 74000
- 74001 à 75000
- 75001 à 76000
- 76001 à 77000
- 77001 à 78000
- 78001 à 79000
- 79001 à 80000
- 80001 à 81000
- 81001 à 82000
- 82001 à 83000
- 83001 à 84000
- 84001 à 85000
- 85001 à 86000
- 86001 à 87000
- 87001 à 88000
- 88001 à 89000
- 89001 à 90000
- 90001 à 91000
- 91001 à 92000
- 92001 à 93000
- 93001 à 94000
- 94001 à 95000
- 95001 à 96000
- 96001 à 97000
- 97001 à 98000
- 98001 à 99000
- 99001 à 100000

### 100 001à200 000
- 100001 à 101000
- 101001 à 102000
- 102001 à 103000
- 103001 à 104000
- 104001 à 105000
- 105001 à 106000
- 106001 à 107000
- 107001 à 108000
- 108001 à 109000
- 109001 à 110000
- 110001 à 111000
- 111001 à 112000
- 112001 à 113000
- 113001 à 114000
- 114001 à 115000
- 115001 à 116000
- 116001 à 117000
- 117001 à 118000
- 118001 à 119000
- 119001 à 120000
- 120001 à 121000
- 121001 à 122000
- 122001 à 123000
- 123001 à 124000
- 124001 à 125000
- 125001 à 126000
- 126001 à 127000
- 127001 à 128000
- 128001 à 129000
- 129001 à 130000
- 130001 à 131000
- 131001 à 132000
- 132001 à 133000
- 133001 à 134000
- 134001 à 135000
- 135001 à 136000
- 136001 à 137000
- 137001 à 138000
- 138001 à 139000
- 139001 à 140000
- 140001 à 141000
- 141001 à 142000
- 142001 à 143000
- 143001 à 144000
- 144001 à 145000
- 145001 à 146000
- 146001 à 147000
- 147001 à 148000
- 148001 à 149000
- 149001 à 150000
- 150001 à 151000
- 151001 à 152000
- 152001 à 153000
- 153001 à 154000
- 154001 à 155000
- 155001 à 156000
- 156001 à 157000
- 157001 à 158000
- 158001 à 159000
- 159001 à 160000
- 160001 à 161000
- 161001 à 162000
- 162001 à 163000
- 163001 à 164000
- 164001 à 165000
- 165001 à 166000
- 166001 à 167000
- 167001 à 168000
- 168001 à 169000
- 169001 à 170000
- 170001 à 171000
- 171001 à 172000
- 172001 à 173000
- 173001 à 174000
- 174001 à 175000
- 175001 à 176000
- 176001 à 177000
- 177001 à 178000
- 178001 à 179000
- 179001 à 180000
- 180001 à 181000
- 181001 à 182000
- 182001 à 183000
- 183001 à 184000
- 184001 à 185000
- 185001 à 186000
- 186001 à 187000
- 187001 à 188000
- 188001 à 189000
- 189001 à 190000
- 190001 à 191000
- 191001 à 192000
- 192001 à 193000
- 193001 à 194000
- 194001 à 195000
- 195001 à 196000
- 196001 à 197000
- 197001 à 198000
- 198001 à 199000
- 199001 à 200000

### 200 001à300 000
- 200001 à 201000
- 201001 à 202000
- 202001 à 203000
- 203001 à 204000
- 204001 à 205000
- 205001 à 206000
- 206001 à 207000
- 207001 à 208000
- 208001 à 209000
- 209001 à 210000
- 210001 à 211000
- 211001 à 212000
- 212001 à 213000
- 213001 à 214000
- 214001 à 215000
- 215001 à 216000
- 216001 à 217000
- 217001 à 218000
- 218001 à 219000
- 219001 à 220000
- 220001 à 221000
- 221001 à 222000
- 222001 à 223000
- 223001 à 224000
- 224001 à 225000
- 225001 à 226000
- 226001 à 227000
- 227001 à 228000
- 228001 à 229000
- 229001 à 230000
- 230001 à 231000
- 231001 à 232000
- 232001 à 233000
- 233001 à 234000
- 234001 à 235000
- 235001 à 236000
- 236001 à 237000
- 237001 à 238000
- 238001 à 239000
- 239001 à 240000
- 240001 à 241000
- 241001 à 242000
- 242001 à 243000
- 243001 à 244000
- 244001 à 245000
- 245001 à 246000
- 246001 à 247000
- 247001 à 248000
- 248001 à 249000
- 249001 à 250000
- 250001 à 251000
- 251001 à 252000
- 252001 à 253000
- 253001 à 254000
- 254001 à 255000
- 255001 à 256000
- 256001 à 257000
- 257001 à 258000
- 258001 à 259000
- 259001 à 260000
- 260001 à 261000
- 261001 à 262000
- 262001 à 263000
- 263001 à 264000
- 264001 à 265000
- 265001 à 266000
- 266001 à 267000
- 267001 à 268000
- 268001 à 269000
- 269001 à 270000
- 270001 à 271000
- 271001 à 272000
- 272001 à 273000
- 273001 à 274000
- 274001 à 275000
- 275001 à 276000
- 276001 à 277000
- 277001 à 278000
- 278001 à 279000
- 279001 à 280000
- 280001 à 281000
- 281001 à 282000
- 282001 à 283000
- 283001 à 284000
- 284001 à 285000
- 285001 à 286000
- 286001 à 287000
- 287001 à 288000
- 288001 à 289000
- 289001 à 290000
- 290001 à 291000
- 291001 à 292000
- 292001 à 293000
- 293001 à 294000
- 294001 à 295000
- 295001 à 296000
- 296001 à 297000
- 297001 à 298000
- 298001 à 299000
- 299001 à 300000

### 300 001à400 000
- 300001 à 301000
- 301001 à 302000
- 302001 à 303000
- 303001 à 304000
- 304001 à 305000
- 305001 à 306000
- 306001 à 307000
- 307001 à 308000
- 308001 à 309000
- 309001 à 310000
- 310001 à 311000
- 311001 à 312000
- 312001 à 313000
- 313001 à 314000
- 314001 à 315000
- 315001 à 316000
- 316001 à 317000
- 317001 à 318000
- 318001 à 319000
- 319001 à 320000
- 320001 à 321000
- 321001 à 322000
- 322001 à 323000
- 323001 à 324000
- 324001 à 325000
- 325001 à 326000
- 326001 à 327000
- 327001 à 328000
- 328001 à 329000
- 329001 à 330000
- 330001 à 331000
- 331001 à 332000
- 332001 à 333000
- 333001 à 334000
- 334001 à 335000
- 335001 à 336000
- 336001 à 337000
- 337001 à 338000
- 338001 à 339000
- 339001 à 340000
- 340001 à 341000
- 341001 à 342000
- 342001 à 343000
- 343001 à 344000
- 344001 à 345000
- 345001 à 346000
- 346001 à 347000
- 347001 à 348000
- 348001 à 349000
- 349001 à 350000
- 350001 à 351000
- 351001 à 352000
- 352001 à 353000
- 353001 à 354000
- 354001 à 355000
- 355001 à 356000
- 356001 à 357000
- 357001 à 358000
- 358001 à 359000
- 359001 à 360000
- 360001 à 361000
- 361001 à 362000
- 362001 à 363000
- 363001 à 364000
- 364001 à 365000
- 365001 à 366000
- 366001 à 367000
- 367001 à 368000
- 368001 à 369000
- 369001 à 370000
- 370001 à 371000
- 371001 à 372000
- 372001 à 373000
- 373001 à 374000
- 374001 à 375000
- 375001 à 376000
- 376001 à 377000
- 377001 à 378000
- 378001 à 379000
- 379001 à 380000
- 380001 à 381000
- 381001 à 382000
- 382001 à 383000
- 383001 à 384000
- 384001 à 385000
- 385001 à 386000
- 386001 à 387000
- 387001 à 388000
- 388001 à 389000
- 389001 à 390000
- 390001 à 391000
- 391001 à 392000
- 392001 à 393000
- 393001 à 394000
- 394001 à 395000
- 395001 à 396000
- 396001 à 397000
- 397001 à 398000
- 398001 à 399000
- 399001 à 400000

### 400 001à500 000
- 400001 à 401000
- 401001 à 402000
- 402001 à 403000
- 403001 à 404000
- 404001 à 405000
- 405001 à 406000
- 406001 à 407000
- 407001 à 408000
- 408001 à 409000
- 409001 à 410000
- 410001 à 411000
- 411001 à 412000
- 412001 à 413000
- 413001 à 414000
- 414001 à 415000
- 415001 à 416000
- 416001 à 417000
- 417001 à 418000
- 418001 à 419000
- 419001 à 420000
- 420001 à 421000
- 421001 à 422000
- 422001 à 423000
- 423001 à 424000
- 424001 à 425000
- 425001 à 426000
- 426001 à 427000
- 427001 à 428000
- 428001 à 429000
- 429001 à 430000
- 430001 à 431000
- 431001 à 432000
- 432001 à 433000
- 433001 à 434000
- 434001 à 435000
- 435001 à 436000
- 436001 à 437000
- 437001 à 438000
- 438001 à 439000
- 439001 à 440000
- 440001 à 441000
- 441001 à 442000
- 442001 à 443000
- 443001 à 444000
- 444001 à 445000
- 445001 à 446000
- 446001 à 447000
- 447001 à 448000
- 448001 à 449000
- 449001 à 450000
- 450001 à 451000
- 451001 à 452000
- 452001 à 453000
- 453001 à 454000
- 454001 à 455000
- 455001 à 456000
- 456001 à 457000
- 457001 à 458000
- 458001 à 459000
- 459001 à 460000
- 460001 à 461000
- 461001 à 462000
- 462001 à 463000
- 463001 à 464000
- 464001 à 465000
- 465001 à 466000
- 466001 à 467000
- 467001 à 468000
- 468001 à 469000
- 469001 à 470000
- 470001 à 471000
- 471001 à 472000
- 472001 à 473000
- 473001 à 474000
- 474001 à 475000
- 475001 à 476000
- 476001 à 477000
- 477001 à 478000
- 478001 à 479000
- 479001 à 480000
- 480001 à 481000
- 481001 à 482000
- 482001 à 483000
- 483001 à 484000
- 484001 à 485000
- 485001 à 486000
- 486001 à 487000
- 487001 à 488000
- 488001 à 489000
- 489001 à 490000
- 490001 à 491000
- 491001 à 492000
- 492001 à 493000
- 493001 à 494000
- 494001 à 495000
- 495001 à 496000
- 496001 à 497000
- 497001 à 498000
- 498001 à 499000
- 499001 à 500000

### 500 001à600 000
- 500001 à 501000
- 501001 à 502000
- 502001 à 503000
- 503001 à 504000
- 504001 à 505000
- 505001 à 506000
- 506001 à 507000
- 507001 à 508000
- 508001 à 509000
- 509001 à 510000
- 510001 à 511000
- 511001 à 512000
- 512001 à 513000
- 513001 à 514000
- 514001 à 515000
- 515001 à 516000
- 516001 à 517000
- 517001 à 518000
- 518001 à 519000
- 519001 à 520000
- 520001 à 521000
- 521001 à 522000
- 522001 à 523000
- 523001 à 524000
- 524001 à 525000
- 525001 à 526000
- 526001 à 527000
- 527001 à 528000
- 528001 à 529000
- 529001 à 530000
- 530001 à 531000
- 531001 à 532000
- 532001 à 533000
- 533001 à 534000
- 534001 à 535000
- 535001 à 536000
- 536001 à 537000
- 537001 à 538000
- 538001 à 539000
- 539001 à 540000
- 540001 à 541000
- 541001 à 542000
- 542001 à 543000
- 543001 à 544000
- 544001 à 545000
- 545001 à 546000
- 546001 à 547000
- 547001 à 548000
- 548001 à 549000
- 549001 à 550000
- 550001 à 551000
- 551001 à 552000
- 552001 à 553000
- 553001 à 554000
- 554001 à 555000
- 555001 à 556000
- 556001 à 557000
- 557001 à 558000
- 558001 à 559000
- 559001 à 560000
- 560001 à 561000
- 561001 à 562000
- 562001 à 563000
- 563001 à 564000
- 564001 à 565000
- 565001 à 566000
- 566001 à 567000
- 567001 à 568000
- 568001 à 569000
- 569001 à 570000
- 570001 à 571000
- 571001 à 572000
- 572001 à 573000
- 573001 à 574000
- 574001 à 575000
- 575001 à 576000
- 576001 à 577000
- 577001 à 578000
- 578001 à 579000
- 579001 à 580000
- 580001 à 581000
- 581001 à 582000
- 582001 à 583000
- 583001 à 584000
- 584001 à 585000
- 585001 à 586000
- 586001 à 587000
- 587001 à 588000
- 588001 à 589000
- 589001 à 590000
- 590001 à 591000
- 591001 à 592000
- 592001 à 593000
- 593001 à 594000
- 594001 à 595000
- 595001 à 596000
- 596001 à 597000
- 597001 à 598000
- 598001 à 599000
- 599001 à 600000

### 600 001à700 000
- 600001 à 601000
- 601001 à 602000
- 602001 à 603000
- 603001 à 604000
- 604001 à 605000
- 605001 à 606000
- 606001 à 607000
- 607001 à 608000
- 608001 à 609000
- 609001 à 610000
- 610001 à 611000
- 611001 à 612000
- 612001 à 613000
- 613001 à 614000
- 614001 à 615000
- 615001 à 616000
- 616001 à 617000
- 617001 à 618000
- 618001 à 619000
- 619001 à 620000
- 620001 à 621000
- 621001 à 622000
- 622001 à 623000
- 623001 à 624000
- 624001 à 625000
- 625001 à 626000
- 626001 à 627000
- 627001 à 628000
- 628001 à 629000
- 629001 à 630000
- 630001 à 631000
- 631001 à 632000
- 632001 à 633000
- 633001 à 634000
- 634001 à 635000
- 635001 à 636000
- 636001 à 637000
- 637001 à 638000
- 638001 à 639000
- 639001 à 640000
- 640001 à 641000
- 641001 à 642000
- 642001 à 643000
- 643001 à 644000
- 644001 à 645000
- 645001 à 646000
- 646001 à 647000
- 647001 à 648000
- 648001 à 649000
- 649001 à 650000
- 650001 à 651000
- 651001 à 652000
- 652001 à 653000
- 653001 à 654000
- 654001 à 655000
- 655001 à 656000
- 656001 à 657000
- 657001 à 658000
- 658001 à 659000
- 659001 à 660000
- 660001 à 661000
- 661001 à 662000
- 662001 à 663000
- 663001 à 664000
- 664001 à 665000
- 665001 à 666000
- 666001 à 667000
- 667001 à 668000
- 668001 à 669000
- 669001 à 670000
- 670001 à 671000
- 671001 à 672000
- 672001 à 673000
- 673001 à 674000
- 674001 à 675000
- 675001 à 676000
- 676001 à 677000
- 677001 à 678000
- 678001 à 679000
- 679001 à 680000
- 680001 à 681000
- 681001 à 682000
- 682001 à 683000
- 683001 à 684000
- 684001 à 685000
- 685001 à 686000
- 686001 à 687000
- 687001 à 688000
- 688001 à 689000
- 689001 à 690000
- 690001 à 691000
- 691001 à 692000
- 692001 à 693000
- 693001 à 694000
- 694001 à 695000
- 695001 à 696000
- 696001 à 697000
- 697001 à 698000
- 698001 à 699000
- 699001 à 700000

### 700 001à800 000
- 700001 à 701000
- 701001 à 702000
- 702001 à 703000
- 703001 à 704000
- 704001 à 705000
- 705001 à 706000
- 706001 à 707000
- 707001 à 708000
- 708001 à 709000
- 709001 à 710000
- 710001 à 711000
- 711001 à 712000
- 712001 à 713000
- 713001 à 714000
- 714001 à 715000
- 715001 à 716000
- 716001 à 717000
- 717001 à 718000
- 718001 à 719000
- 719001 à 720000
- 720001 à 721000
- 721001 à 722000
- 722001 à 723000
- 723001 à 724000
- 724001 à 725000
- 725001 à 726000
- 726001 à 727000
- 727001 à 728000
- 728001 à 729000
- 729001 à 730000
- 730001 à 731000
- 731001 à 732000
- 732001 à 733000
- 733001 à 734000
- 734001 à 735000
- 735001 à 736000
- 736001 à 737000
- 737001 à 738000
- 738001 à 739000
- 739001 à 740000
- 740001 à 741000
- 741001 à 742000
- 742001 à 743000
- 743001 à 744000
- 744001 à 745000
- 745001 à 746000
- 746001 à 747000
- 747001 à 748000
- 748001 à 749000
- 749001 à 750000
- 750001 à 751000
- 751001 à 752000
- 752001 à 753000
- 753001 à 754000
- 754001 à 755000
- 755001 à 756000
- 756001 à 757000
- 757001 à 758000
- 758001 à 759000
- 759001 à 760000
- 760001 à 761000
- 761001 à 762000
- 762001 à 763000
- 763001 à 764000
- 764001 à 765000
- 765001 à 766000
- 766001 à 767000
- 767001 à 768000
- 768001 à 769000
- 769001 à 770000
- 770001 à 771000
- 771001 à 772000
- 772001 à 773000
- 773001 à 774000
- 774001 à 775000
- 775001 à 776000
- 776001 à 777000
- 777001 à 778000
- 778001 à 779000
- 779001 à 780000
- 780001 à 781000
- 781001 à 782000
- 782001 à 783000
- 783001 à 784000
- 784001 à 785000
- 785001 à 786000
- 786001 à 787000
- 787001 à 788000
- 788001 à 789000
- 789001 à 790000
- 790001 à 791000
- 791001 à 792000
- 792001 à 793000
- 793001 à 794000
- 794001 à 795000
- 795001 à 796000
- 796001 à 797000
- 797001 à 798000
- 798001 à 799000
- 799001 à 800000

### 800 001à900 000
- 800001 à 801000
- 801001 à 802000
- 802001 à 803000
- 803001 à 804000
- 804001 à 805000
- 805001 à 806000
- 806001 à 807000
- 807001 à 808000
- 808001 à 809000
- 809001 à 810000
- 810001 à 811000
- 811001 à 812000
- 812001 à 813000
- 813001 à 814000
- 814001 à 815000
- 815001 à 816000
- 816001 à 817000
- 817001 à 818000
- 818001 à 819000
- 819001 à 820000
- 820001 à 821000
- 821001 à 822000
- 822001 à 823000
- 823001 à 824000
- 824001 à 825000
- 825001 à 826000
- 826001 à 827000

## Planètes mineures non numérotées
Les planètes mineures non numérotées sont listées dans plusieurs sous-listes divisées selon l'année de découverte des objets en question :

### Avant fin 1999
- Liste des planètes mineures non numérotées découvertes avant fin 1990
- Liste des planètes mineures non numérotées découvertes en 1991
- Liste des planètes mineures non numérotées découvertes en 1992
- Liste des planètes mineures non numérotées découvertes en 1993
- Liste des planètes mineures non numérotées découvertes en 1994
- Liste des planètes mineures non numérotées découvertes en 1995
- Liste des planètes mineures non numérotées découvertes en 1996
- Liste des planètes mineures non numérotées découvertes en 1997
- Liste des planètes mineures non numérotées découvertes en 1998
- Liste des planètes mineures non numérotées découvertes en 1999

### Années 2000
- Liste des planètes mineures non numérotées découvertes en 2000
- Liste des planètes mineures non numérotées découvertes en 2001
- Liste des planètes mineures non numérotées découvertes en 2002
- Liste des planètes mineures non numérotées découvertes en 2003
- Liste des planètes mineures non numérotées découvertes en 2004
- Liste des planètes mineures non numérotées découvertes en 2005 : janvier, février, mars, avril, mai, juin, juillet, août, septembre, octobre, novembre, décembre
- Liste des planètes mineures non numérotées découvertes en 2006 : janvier, février, mars, avril, mai, juin, juillet, août, septembre, octobre, novembre, décembre
- Liste des planètes mineures non numérotées découvertes en 2007 : janvier, février, mars, avril, mai, juin, juillet, août, septembre, octobre, novembre, décembre
- Liste des planètes mineures non numérotées découvertes en 2008 : janvier, février, mars, avril, mai, juin, juillet, août, septembre, octobre, novembre, décembre
- Liste des planètes mineures non numérotées découvertes en 2009 : janvier, février, mars, avril, mai, juin, juillet, août, septembre, octobre, novembre, décembre

### Années 2010
- Liste des planètes mineures non numérotées découvertes en 2010 : janvier, février, mars, avril, mai, juin, juillet, août, septembre, octobre, novembre, décembre
- Liste des planètes mineures non numérotées découvertes en 2011 : janvier, février, mars, avril, mai, juin, juillet, août, septembre, octobre, novembre, décembre
- Liste des planètes mineures non numérotées découvertes en 2012 : janvier, février, mars, avril, mai, juin, juillet, août, septembre, octobre, novembre, décembre
- Liste des planètes mineures non numérotées découvertes en 2013 : janvier, février, mars, avril, mai, juin, juillet, août, septembre, octobre, novembre, décembre
- Liste des planètes mineures non numérotées découvertes en 2014 : janvier, février, mars, avril (1/2), avril (2/2), mai, juin, juillet (1/2), juillet (2/2), août (1/2), août (2/2), septembre, octobre, novembre, décembre
- Liste des planètes mineures non numérotées découvertes en 2015 : janvier (1/2), janvier (2/2), février, mars, avril (1/2), avril (2/2), mai (1/2), mai (2/2), juin, juillet, août, septembre, octobre (1/2), octobre (2/2), novembre, décembre
- Liste des planètes mineures non numérotées découvertes en 2016 : janvier, février, mars (1/2), mars (2/2), avril, mai, juin, juillet, août (1/2), août (2/2), septembre, octobre (1/2), octobre (2/2), novembre, décembre
- Liste des planètes mineures non numérotées découvertes en 2017 : janvier, février, mars, avril, mai, juin, juillet, août, septembre (1/2), septembre (2/2), octobre, novembre, décembre
- Liste des planètes mineures non numérotées découvertes en 2018 : janvier, février, mars, avril, mai, juin, juillet, août, septembre, octobre, novembre, décembre
- Liste des planètes mineures non numérotées découvertes en 2019 : janvier, février, mars, avril, mai, juin, juillet, août, septembre (1/2), septembre (2/2), octobre, novembre, décembre

### Années 2020
- Liste des planètes mineures non numérotées découvertes en 2020 : janvier, février, mars, avril, mai, juin, juillet, août, septembre, octobre, novembre, décembre
- Liste des planètes mineures non numérotées découvertes en 2021 : janvier, février, mars, avril, mai, juin, juillet, août (1/2), août (2/2), septembre (1/2), septembre (2/2), octobre, novembre, décembre
- Liste des planètes mineures non numérotées découvertes en 2022 : janvier, février, mars, avril, mai, juin, juillet, août, septembre (1/2), septembre (2/2), octobre, novembre, décembre
- Liste des planètes mineures non numérotées découvertes en 2023 : janvier, février, mars, avril, mai, juin, juillet, août, septembre, octobre, novembre, décembre
- Liste des planètes mineures non numérotées découvertes en 2024 : janvier, février, mars, avril, mai, juin, juillet, août, septembre, octobre, novembre, décembre
- Liste des planètes mineures non numérotées découvertes en 2025 : janvier, février, mars, avril, mai, juin, juillet, août, septembre, octobre, novembre, décembre

## Numérotation et noms

Nombre d'astéroïdes (total, numérotés et nommés) de 1995 à fin 2018.

Lors de leur découverte, les astéroïdes reçoivent une désignation provisoire (e.g. « 1989 AC »). Ils reçoivent ensuite un numéro tel que (4179) ou (274301). Enfin, ce numéro peut être complété d'un nom tel que « (4179) Toutatis » ou « (274301) Wikipédia »), toujours spécifié dans cet ordre.
De nos jours, un astéroïde ne reçoit un numéro qu’après que son orbite a été considérée comme fermement établie. Les astéroïdes dont les orbites ne sont pas (encore) connues avec précision sont désignés par leur désignation provisoire. Cette règle n’existait initialement pas dans le passé, et quelques astéroïdes ont reçu un numéro et ont par la suite été considérés comme « perdus ». Ils ont maintenant tous été récupérés. Le dernier astéroïde numéroté et « perdu » était (719) Albert.
Pour les mêmes raisons, la séquence des numéros ne correspond qu’approximativement à la séquence des découvertes. Dans de rares cas extrêmes, comme ceux des astéroïdes « perdus », il peut exister un écart temporel considérable. Par exemple, (69230) Hermès a été découvert en 1937, mais est resté perdu jusqu’en 2003. Ce n’est qu’après sa récupération que son orbite a pu être déterminée et un numéro assigné. Avant cela, on le désignait 1937 UB, sa désignation systématique.
Ce n’est qu’une fois numéroté qu’un astéroïde peut recevoir un nom (pendant des années, Hermès était une rare exception d'astéroïde sans numéro mais néanmoins baptisé). Normalement, le découvreur dispose d'un délai de dix ans pour soumettre un nom ; cependant, certains astéroïdes restent sans nom. Vers la fin du XXe siècle, les programmes de découverte automatisés tels que LINEAR ont poussé le rythme de découverte à un niveau tel qu’il semble presque certain que la grande majorité de ces découvertes « ordinaires » resteront anonymes.
Dans de rares cas, un objet inhabituel peut recevoir un nom officieux avant d’être numéroté. Par exemple, (136199) Éris, officieusement nommé Xéna lorsque sa désignation provisoire était 2003 UB313. Un autre exemple est (90377) Sedna, découverte le 14 novembre 2003, annoncée le 15 mars 2004, qui porta la désignation provisoire « 2003 VB12 » jusqu’à ce qu’il soit numéroté (90377) puis que son nom soit entériné en septembre 2004.
D'autres rares astéroïdes ont été découverts depuis longtemps mais ne sont toujours pas numérotés. Ils peuvent avoir été découverts avant 1950. Le plus ancien est 1927 LA.